# Denial Is a River
Denial Is a River è un singolo della rapper statunitense Doechii, pubblicato il 14 gennaio 2025 come terzo estratto dal terzo mixtape Alligator Bites Never Heal.
È finito in lizza per due BET Awards, tra cui quello al video dell'anno.

## Promozione
Doechii ha eseguito la canzone in un medley con Catfish ai Grammy Awards 2025; l'esibizione è stata eletta la migliore della serata da Jason Lipshutz di Billboard.

## Video musicale

Screenshot tratto dal video del brano

Il video, diretto da James Mackel e Carlos Acosta, è stato reso disponibile il 2 gennaio 2025 attraverso il canale YouTube dell'artista.

## Tracce
7"
- Lato A

1. Denial Is a River – 4:44

- Lato B

1. Denial Is a River (Instrumental)

## Formazione
- Doechii – voce
- Banser – produzione
- IanJames – produzione
- Joey Hamhock – produzione
- Nicolas De Porcel – mastering
- Jayda Love – missaggio, registrazione

## Successo commerciale
Denial Is a River ha registrato un nuovo picco di popolarità subito dopo l'esibizione e la vittoria della rapper ai Grammy; infatti, all'indomani ha raccolto 2,080 milioni di riproduzioni streaming negli Stati Uniti d'America, un aumento del fattore del 93% rispetto al giorno precedente secondo Luminate Data.
Discorso analogo all'estero, poiché è diventata la sua prima top 20 nella Official Singles Chart dopo aver aumentato le proprie unità di vendita a 18 278 (+36,23%) nel corso della settimana. Ha poi fatto l'ingresso in top ten, scalandola fino al 9º posto con 23 490 unità.

## Classifiche
| Classifica (2025) | Posizione massima |
| ----------------- | ----------------- |
| Australia         | 13                |
| Austria           | 55                |
| Canada            | 27                |
| Corea del Sud     | 148               |
| Francia           | 171               |
| Grecia            | 22                |
| Irlanda           | 13                |
| Islanda           | 18                |
| Lituania          | 34                |
| Nuova Zelanda     | 10                |
| Paesi Bassi       | 64                |
| Polonia           | 69                |
| Portogallo        | 54                |
| Regno Unito       | 9                 |
| Stati Uniti       | 21                |
| Sudafrica         | 97                |
| Svezia            | 68                |
| Svizzera          | 47                |

## Date di pubblicazione
| Paese                 | Data            | Formato                | Etichetta | Nota   |
| --------------------- | --------------- | ---------------------- | --------- | ------ |
| Stati Uniti d'America | 14 gennaio 2025 | Rhythmic contemporary  | Top Dawg  | [ 6 ]  |
| Italia                | 30 gennaio 2025 | Contemporary hit radio | EMI       | [ 22 ] |
| Mondo                 | 4 aprile 2025   | 7"                     | Capitol   | [ 23 ] |